# 4123 Tarsila
4123 Tarsila este un asteroid din centura principală, descoperit pe 27 august 1986, de Henri Debehogne.